# Super Mario Maker 2
Super Mario Maker 2 — відеогра-платформер з сайд-скролером та з системою створення рівнів, яка була розроблена та опублікована Nintendo для Nintendo Switch. Це продовження гри Super Mario Maker, яку було випущено в усьому світі 28 червня 2019 року. Ігровий процес значною мірою збережений від попередника, у якому гравці створюють власні курси, використовуючи ресурси з різних ігор франшизи Super Mario, і діляться ними онлайн. Super Mario Maker 2 представляє нові функції та ресурси курсу, включаючи режим історії для одного гравця та нові ресурси рівня на основі Super Mario 3D World.
Як і його попередник, гра була зустрінута позитивними відгуками критиків, які хвалили її користувальницький інтерфейс, інструменти редагування курсу та музику, хоча критикували проблеми з онлайн-режимом для кількох гравців. Станом на грудень 2022 року гру було відвантажено тиражем понад 8,42 мільйона копій, що робить її однією з найбільш продаваних ігор на Nintendo Switch.

## Геймплей
Як і його попередник, Super Mario Maker 2 — це гра-платформер з сайд-скролером, у якій гравці створюють власні курси, використовуючи ресурси з усієї серії Super Mario, і публікують їх в Інтернеті, щоб інші могли грати. Гравці можуть вибирати з низки попередніх ігор Super Mario, щоб базувати візуальний стиль і ігровий процес своїх курсів, зокрема Super Mario Bros., Super Mario Bros. 3, Super Mario World, New Super Mario Bros. U та Super Mario 3D World, яку було перероблено до 2.5D, щоб відповідати стилю платформи гри. Механіка ігрового процесу та поведінка ворогів можуть відрізнятися в різних стилях, причому деякі елементи обмежені певними стилями.
Сиквел додає різноманітні ресурси та інструменти, зокрема ресурси та тему курсу, засновану на Super Mario 3D World. Ця тема особливо відрізняється від чотирьох інших, оскільки має багато особливостей і унікальних ігрових механізмів. Через відмінність цього стилю від інших, курс потрібно скинути, щоб перейти до цього стилю. У цьому продовженні також представлена нова функція вертикального курсу, яка дає творцям можливість підвищити ліміт вертикальної висоти. Він також представляє локальні та онлайнові багатокористувацькі режими, включаючи кооперативне створення курсу, де до 2 гравців можуть локально створювати сцени разом одночасно; а також дозволяє до 4 онлайн-гравців пройти курси, створені користувачами, спільно або змагаючись.
У грі також є режим World Maker, де гравці створюють власні карти надземного світу, створюючи еквівалент своєї власної гри Super Mario, яка називається Super World. Стиль світу заблоковано як Super Mario World, але самі курси можуть мати будь-який стиль. Можна зберегти до шести суперсвітів, але завантажити можна лише один. Один світ може мати до п’яти рівнів, включаючи замок, а один суперсвіт може мати до восьми окремих світів. У світі також можуть бути будинки Тоадів, де гравець грає в міні-ігри, щоб отримати додаткові життя, і Варп Труби, щоб швидко пересуватися світом.
У Super Mario Maker 2 також є нова одиночна кампанія, відома як Story Mode. Історія розповідає про Маріо, Тоадетту та кількох інших Тоадів, які допомагають відбудувати замок принцеси Піч, який випадково скинув Андодог, неігровий персонаж. Гравці повинні пройти понад 100 курсів, створених Nintendo, щоб зібрати достатньо монет, щоб відбудувати замок. Неігрові персонажі також пропонують гравцям додаткові завдання та роботи в режимі.
Щоб отримати доступ до будь-якої онлайн-функціональності гри, включно з рівнями, створеними гравцями, потрібна підписка Nintendo Switch Online.

## Розробка за випуск
Планування Super Mario Maker 2, розроблене в Кіотському центрі розробки Nintendo, почалося разом із розробкою самого апаратного забезпечення Nintendo Switch. Більшість оригінальної команди розробників повторили свої ролі для цього продовження, включаючи продюсера Хіроюкі Кімуру, режисера Йосуке Ошіно та планувальника/дизайнера ігор Шигефумі Хіно. Продюсер Nintendo Такаші Тезука заявив, що тема продовження полягала в тому, щоб розширити можливості порівняно з його попередником і спробувати нові речі, які мали форму нових елементів курсу та нового додаткового вмісту у формі повноцінної одиночної кампанії. Тезука також заявив, що оскільки гравці продовжуватимуть завантажувати рівні, він і команда розробників використовуватимуть ці твори як еталон для додавання вмісту після запуску, розглядаючи динаміку як взаємодію між розробниками та споживачами. Давній композитор серії Super Mario Кодзі Кондо був звукорежисером гри та написав певну музику. Додаткову музику створили Ацуко Асахі, Тору Мінегіші та Саяко Дой.
Super Mario Maker 2 було представлено під час презентації Nintendo Direct 13 лютого 2019 року. Воно було випущено у всьому світі для Nintendo Switch 28 червня 2019 року. Ще один Nintendo Direct транслювався 15 травня 2019 року, де надано більше інформації про нові функції, режими гри та попередні замовлення.
У Європі ємнісний стилус був включений у комплект обмеженої серії гри для клієнтів, які зробили попереднє замовлення.[джерело?]
Для гри було випущено три основні оновлення вмісту:
- Перше оновлення, випущене 2 жовтня 2019 року, додало більше опцій для кількох гравців, зокрема гру з друзями в локальних або сусідніх мережах.[13]
- У другому оновленні, опублікованому 5 грудня 2019 року, додано додатковий режим, присвячений курсам швидкісного бігу, створеним Nintendo, із «примарними» зображеннями найкращих хронометражних виступів, які показуються гравцеві, щоб знати, наскільки добре вони порівнюються. Було додано додаткові частини, такі як підсилення Майстер Меча[en], яке Маріо може отримати, щоб стати Лінком і отримати інший набір ходів, укутані льодом монетні блоки, платформи, які значно підвищують швидкість гравця, і невидимі блоки «P», які запускаються перемикачем «P». Шипи та покі також були додані як нові вороги.[14]
- Третє й останнє оновлення, випущене 22 квітня 2020 року, додало можливість створювати світи для проведення кількох курсів, подібно до презентації Super Mario World із до восьми різних світів і до сорока рівнів. Нове посилення дає Маріо можливість підбирати та кидати предмети, як у Super Mario Bros. 2. Додаткові бонуси, додані в цьому оновленні, включають костюм жаби для стилю Super Mario Bros. 3, Power Balloon для Super Mario World, супер жолудь у новому стилі Super Mario Bros. U та квітку-бумеранг для Super Mario 3D World. До Super Mario 3D World було додано п’ять інших бонусів, включаючи Пропелерну коробку, маску Кулі на ім'я Біл, маску Гумби, червону коробку  POW і гарматний ящик. Купалінги та Мехакупи були додані як нові вороги разом із червоними ключами, які охороняє Фанто (ворог із Super Mario Bros. 2) , а також новими блоками, що активуються перемикачем ON/OFF, і грибними батутами в стилі гри Super Mario 3D World.[15]

## Критика
| Агрегатор  | Оцінка |
| ---------- | ------ |
| Metacritic | 88/100 |

| Видання                   | Оцінка  |
| ------------------------- | ------- |
| Electronic Gaming Monthly | 8/10    |
| Game Informer             | 8.75/10 |
| GameRevolution            | [ 19 ]  |
| GameSpot                  | 8/10    |
| GamesRadar+               | 4.5/5   |
| IGN                       | 9.5/10  |
| Jeuxvideo.com             | 17/20   |
| Nintendo Life             | [ 24 ]  |
| Nintendo World Report     | 8.5/10  |
| Shacknews                 | 9/10    |
| USgamer                   | [ 27 ]  |

За даними агрегатора рецензій Metacritic, Super Mario Maker 2 отримав загалом схвальні відгуки. Багатокористувацьку онлайн-функцію, однак, критикували за проблеми з продуктивністю. GameSpot, який поставив грі 8/10, заявив, що онлайн-затримка часто псувала враження.

### Продажі
Ця гра була найбільш продаваною грою в Японії протягом перших двох тижнів випуску, продано 279 357 фізичних копій. До кінця березня 2021 року було продано більше 7,15 мільйонів копій гри по всьому світу, що зробило її однією з найбільш продаваних ігор на Switch. У 2023 році CESA Games White Papers показали, що Super Mario Maker 2 було продано 8,42 мільйона одиниць станом на 31 грудня 2022 року.[джерело?]

### Нагороди
| Рік  | Премія                      | Категорія            | Результат | Пос    |
| ---- | --------------------------- | -------------------- | --------- | ------ |
| 2019 | 2019 Golden Joystick Awards | Гра Nintendo року    | Номінація | [ 32 ] |
| 2019 | The Game Awards 2019        | Найкраща сімейна гра | Номінація | [ 33 ] |
| 2020 | 23rd Annual D.I.C.E. Awards | Сімейна гра року     | Перемога  | [ 34 ] |
| 2020 | SXSW Gaming Awards          | Популярна гра року   | Номінація | [ 35 ] |